# MGP Nordic
MGP Nordic (Melodi Grand Prix Nordic) – konkurs piosenki organizowany od 2002 roku, przeznaczony dla dzieci i młodzieży w wieku od 8 do 15 lat. Występowały w nim reprezentanci czterech krajów nordyckich: Danii, Finlandii, Norwegii i Szwecji.
Początki konkursu sięgają 2000 roku, kiedy to duński nadawca publiczny Danmarks Radio zorganizował w kraju lokalny konkurs piosenki dla dzieci, znany jako De unges Melodi Grand Prix (później: MGP Junior). W 2002 wspomniany wcześniej konkurs wymyślony i zorganizowany przez duńskiego nadawcę publicznego został rozszerzony do formatu MGP Nordic, w którym udział wzięli także reprezentanci Norwegii i Szwecji. Kolejna edycja konkursu nie odbyła się rok później. Wszyscy dawniej biorący udział nadawcy skandynawscy podjęli decyzję o wycofaniu się z Konkursu Piosenki Eurowizji Junior 2006, ponieważ wywierał on zbyt dużą presję na uczestniczące dzieci, oraz zdecydowali się wtedy przywrócić MGP Nordic. W 2007 roku zadebiutowała w konkursie fińska telewizja Yle Fem – nadaje ona jednak w języku szwedzkim, co ukazano w konkursowych piosenkach z Finlandii, gdyż corocznie były one wykonywane w mniejszościowym w tym kraju języku szwedzkim. Konkurs odbywał się ponownie w latach 2006–2009, po czym zaprzestano organizowania kolejnych edycji. Mimo tego, że na gospodarza konkursu w 2010 roku wytypowano już Norwegię, konkurs nie odbył się ze względu na wycofanie się nadawców z Danii i Szwecji. 
Każdy z uczestniczących krajów organizował corocznie preselekcje, które miały na celu wybór uczestnika na konkurs: w Danii nadawca DR organizował wcześniej wspomniany MGP Junior, w Finlandii stacja Yle organizowała MGP Melodi Grand Prix, w Norwegii nadawca NRK organizował MGPjr, a w Szwecji telewizja SVT organizowała konkurs Lilla Melodifestivalen – młodzieżowy spin-off lokalnych preselekcji na Konkurs Piosenki Eurowizji, Melodifestivalen. 
Systemy głosowania w konkursie zmieniały się co edycję: w pierwszej edycji każdy kraj przyznał 2, 4, 6, 8, 10 i 12 punktów dla każdej piosenki w głosowaniu jurorów i telewidzów, potem w latach 2006–2008 punkty przyznawano w zależności od procentu głosów otrzymanych przez każdy kraj w głosowaniu innych (nie można było głosować na swój kraj) w dwóch rundach (tzw. superfinał zawierał po jednej piosenkce z każdego kraju), jednak system prezentacji zmieniano co rok. W ostatniej edycji telewidzowie z każdego kraju przyznawali 6, 8 i 12 punktów dla każdej piosenki w superfinale, oprócz tej z własnego kraju. 

## Miasta-organizatorzy
| Rok  | Państwo  | Miasto    | Miejsce               |
| ---- | -------- | --------- | --------------------- |
| 2002 | Dania    | Kopenhaga | Forum Copenhagen      |
| 2006 | Szwecja  | Sztokholm | SVT Television Centre |
| 2007 | Norwegia | Oslo      | Oslo Spektrum         |
| 2008 | Dania    | Aarhus    | Århus Music Studio    |
| 2009 | Szwecja  | Sztokholm | SVT Television Centre |
| 2010 | Norwegia | Oslo      | Konkurs odwołany      |

## Zwycięzcy konkursu
| Rok  | Kraj     | Wykonawca       | Piosenka          |
| ---- | -------- | --------------- | ----------------- |
| 2002 | Dania    | Razz            | „Kickflipper”     |
| 2006 | Dania    | SEB             | „Tro på os to”    |
| 2007 | Norwegia | Celine          | „Bæstevænna”      |
| 2008 | Norwegia | The BlackSheeps | „Oro jaska beana” |
| 2009 | Szwecja  | Ulrik Munther   | „En vanlig dag”   |

## Tabela miejsc na podium
| Lp. | Państwo   | 1. miejsce | 2. miejsce | 3. miejsce |
| --- | --------- | ---------- | ---------- | ---------- |
| 1   | Dania     | 2          | 2          | 1          |
| 2   | Norwegia  | 2          | 0          | 2          |
| 3   | Szwecja   | 1          | 3          | 1          |
| 4   | Finlandia | 0          | 0          | 0          |